# أبو هاشم بن عتبة بن ربيعة
أبو هاشم بن عتبة بن ربيعة العبشمي القرشي الكناني صحابي أسلم بعد فتح مكة في السنة الثامنة من الهجرة وحسن إسلامه، وخرج إلى بلاد الشام وشهد الفتوحات فيها. ثم نزل دمشق وتوفي بها في خلافة ابن اخته معاوية بن أبي سفيان، وهو والد فاختة بنت أبي هاشم والدة الخليفة الأموي معاوية بن يزيد.

## اسمه ونسبه
- هو: أبو هاشم بن عُتَبة بن ربيعة بن عبد شمس بن عبد مناف بن قصي بن كلاب بن مرة بن كعب بن لؤي بن غالب بن فهر بن مالك بن قريش بن كنانة بن خزيمة بن عامر بن إلياس بن مضر بن نزار بن معد بن عدنان العبشمي القرشي الكناني يُكَنى بأبي هاشم وقيل بأبي سُفَيان وقد اختلف في اسمه على عِدة أقوال قال ابن حجر العسقلاني: «أبو هاشم بن عتبة العبشمي القرشي اختلف في اسمه فقيل مُهَشم، وقيل خالد وبه جزم النسائي، وقيل اسمه كنيته وبه جزم محمد بن عثمان بن أبي شيبة، وقيل هشيم، وقيل هشام، وقيل شيبة».[3]
- أمه هي: أم خناس بنت مالك بن مضرب واسمه وهب بن عمرو بن حُجَير بن عَبد بن مَعيص بن عامر بن لؤي بن غالب بن فهر العامرية القرشية الكنانية وأخوه لأمه الصحابي الجليل مصعب بن عمير.[4]
- إخوته وأخواته: الصحابي الجليل أبو حذيفة بن عتبة، والوليد بن عتبة قُتِل يوم بدر مُشركاً، وأبو الحكم بن عتبة، والمُغَيرة بن عتبة، وهاشم بن عتبة، وهشام بن عتبة، والنُعَمان بن عتبة، وحفص بن عتبة، وعبد شمس بن عتبة، وهند بنت عتبة وهي والدة الخليفة الأموي معاوية بن أبي سفيان، وفاطمة بنت عتبة، وعاتكة بنت عتبة، وأم أبان بنت عتبة، وأمنة بنت عتبة، وفاختة بنت عتبة، وصفية بنت عتبة، والفارعة بنت عتبة.[5]
- خال معاوية بن أبي سفيان,[6]

## أولاده
كان له خمسة أولادٍ من الذكور وثلاثة بنات وهُمَ:
- عبد الله بن أبي هاشم
- عاصم بن أبي هاشم
- سالم بن أبي هاشم
- النُعَمان بن أبي هاشم
- ربيعة بن أبي هاشم
- فاختة بنت أبي هاشم وهي زوجة الخليفة الأموي يزيد بن معاوية ووالدة الخليفة الأموي معاوية بن يزيد.
- عاتكة بنت أبي هاشم